# سفارة النرويج في الصين
سفارة النرويج في الصين هي أرفع تمثيل دبلوماسي لدولة النرويج لدى الصين. تقع السفارة في بكين وهي تهدف لتعزيز المصالح النرويجية في الصين.

## وصلات خارجية
- قائمة سفارات النرويج
- قائمة السفارات في الصين